# Flagge Burkina Fasos
Die Flagge Burkina Fasos wurde am 4. August 1984 offiziell eingeführt.

## Beschreibung und Bedeutung

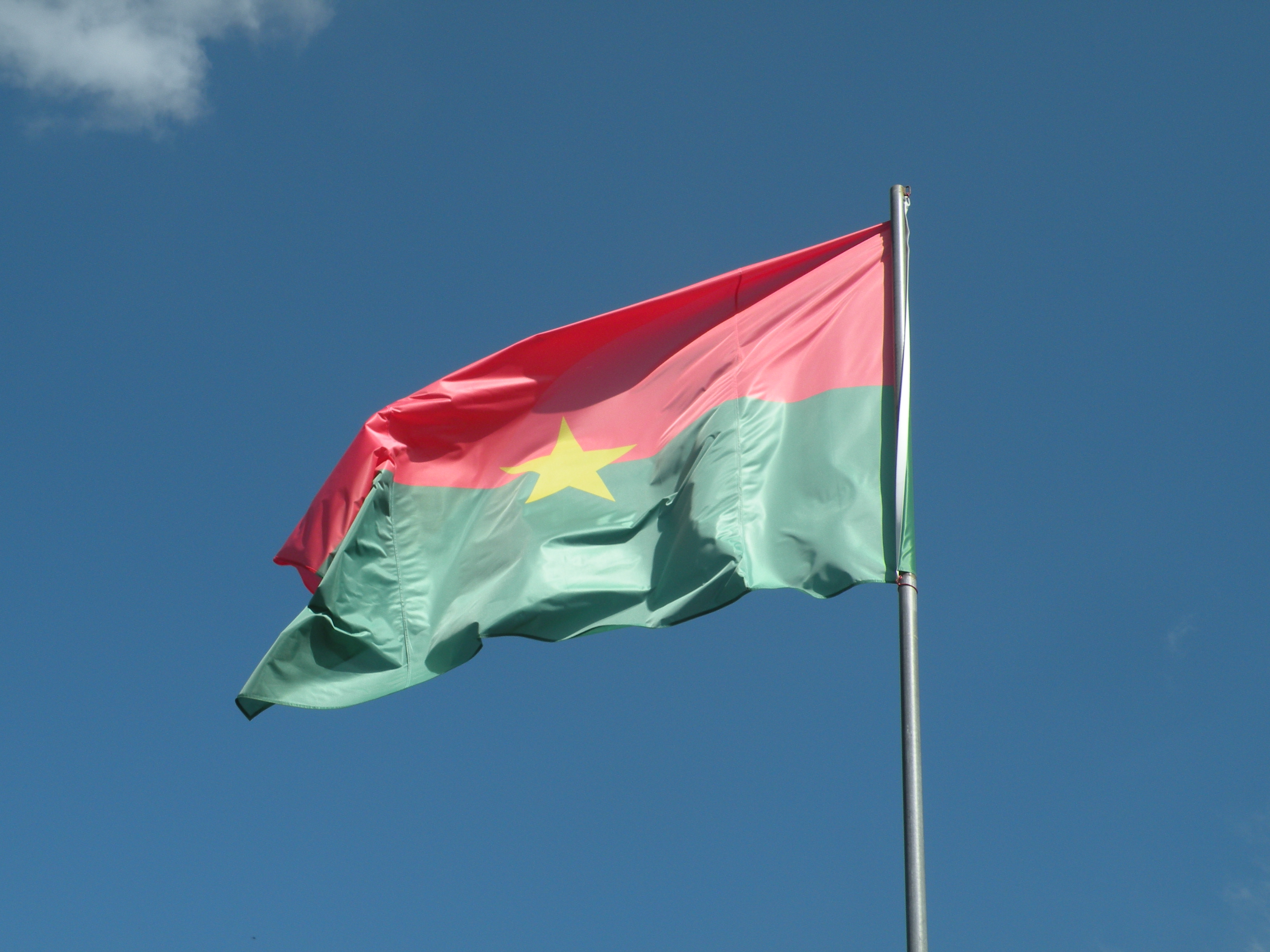
Nationalflagge Burkina Fasos im französischen La Gacilly

Die Nationalflagge verwendet die traditionellen panafrikanischen Farben. Die Flagge ist in Rot und Grün horizontal geteilt, in der Mitte belegt mit einem goldenen fünfzackigen Stern.
Rot steht für das von den Märtyrern der Revolution vergossene Blut und die Opfer des Volkes von Burkina Faso. Grün steht für den landwirtschaftlichen Reichtum des Landes, der die Freude des Volkes bewahren soll. Der gelbe Stern führt symbolisch die demokratische Volksrevolution bei seinem glänzenden Fortschritt.

## Geschichte
Unter dem Namen Obervolta führte das Land ab dem 9. Dezember 1959 eine eigene Flagge, die es nach der Unabhängigkeit von Frankreich 1960 beibehielt. Die Farben der Flagge leiteten sich von den Namen der drei Hauptflüssen des Landes Schwarzer Volta, Weißer Volta und Roter Volta ab. Die Ähnlichkeit zur schwarz-weiß-roten Flagge des Deutschen Kaiserreichs (3:5) ist zufällig. Die Präsidentenstandarte zeigte die gleiche Trikolore in einem Seitenverhältnis von 1:1.
1983 kam es zum Staatsstreich, dem die Einführung neuer Staatssymbole und -namen folgte. Der Entwurf stammt vom Grundschullehrer Rouamba Adama, der mit den panafrikanischen Farben und dem Verabschieden von einer Trikolore deutlich die koloniale Geschichte ein für alle Mal beenden wollte. Die Präsidentenstandarte ist wieder eine 1:1-Version der Nationalflagge.

2:3  Flagge Obervoltas
1:1  Präsidentenstandarte Obervoltas

## Sonstiges
Am Nationalfeiertag, dem 11. Dezember, ist jeder Bürger Burkina Fasos dazu angehalten, die Nationalflagge zu setzen.